# Liste der Baudenkmäler im Regionalverband Saarbrücken
Die Liste der Baudenkmale im Regionalverband Saarbrücken enthält die geschützten Baudenkmäler im saarländischen Regionalverband Saarbrücken. 
Der Übersicht und Länge halber ist die Liste nach den Städten und Gemeinden des Landkreises separiert. Diese Einteilung findet sich in der folgenden Tabelle, in der zu jedem Eintrag, soweit möglich, ein exemplarisches Foto eines Baudenkmals aus der jeweiligen Stadt oder Gemeinde zu finden ist.
| Bild                | Stadt/Gemeinde    | Karte | Liste                                           | Ortsteile |
| ------------------- | ----------------- | ----- | ----------------------------------------------- | --- |
| Fördermaschinenhaus | Friedrichsthal    |       | Liste der Baudenkmäler in Friedrichsthal (Saar) | - Bildstock - Friedrichsthal - Maybach |
| Jagdschloss         | Großrosseln       |       | Liste der Baudenkmäler in Großrosseln           | - Dorf im Warndt - Emmersweiler - Großrosseln - Karlsbrunn - Naßweiler - St. Nikolaus |
| Kirche              | Heusweiler        |       | Liste der Baudenkmäler in Heusweiler            | - Eiweiler - Heusweiler - Holz - Kutzhof - Niedersalbach - Wahlschied |
| Wegekreuz           | Kleinblittersdorf |       | Liste der Baudenkmäler in Kleinblittersdorf     | - Auersmacher - Bliesransbach - Kleinblittersdorf - Rilchingen-Hanweiler |
| Burgruine           | Püttlingen        |       | Liste der Baudenkmäler in Püttlingen            | - Köllerbach - Püttlingen |
| Förderturm          | Quierschied       |       | Liste der Baudenkmäler in Quierschied           | - Fischbach-Camphausen - Göttelborn - Quierschied |
| Hindenburgturm      | Riegelsberg       |       | Liste der Baudenkmäler in Riegelsberg           | keine Ortsteillisten |
| Kirche              | Saarbrücken       |       | Liste der Baudenkmäler in Saarbrücken           | - Alt-Saarbrücken - Altenkessel - Bischmisheim - Brebach-Fechingen - Bübingen - Burbach - Dudweiler - Eschberg - Eschringen - Ensheim - Gersweiler - Güdingen - Herrensohr - Jägersfreude - Klarenthal - Malstatt - Sankt Arnual - St. Johann - Schafbrücke - Scheidt |
| Schule              | Sulzbach/Saar     |       | Liste der Baudenkmäler in Sulzbach/Saar         | keine Ortsteillisten |
| Hochofen            | Völklingen        |       | Liste der Baudenkmäler in Völklingen            | - Fenne - Fürstenhausen - Geislautern - Lauterbach - Ludweiler - Luisenthal - Völklingen - Wehrden |